# Lijst van afleveringen van Checkpoint (seizoen 17)
Dit is een lijst van afleveringen van seizoen 17 van Checkpoint. In de schema's staan de gestelde vraagstukken aangegeven, de getrokken conclusie en notities van de test.

## Inleiding
In 2019 viert Checkpoint zijn tienjarig jubileum (2009 – 2019). Ter gelegenheid daarvan start het nieuwe jaar met vier specials waarin de veertig beste tests uit de geschiedenis van het programma worden getoond. Deze ranking is door de kijkers samengesteld. Na deze vierdelige serie specials volgen er nog drie andere specials, allen volledig bestaande uit langgerekte jongens/meidentests. Twee van deze specials zijn opgenomen in België, de eerste keer in de geschiedenis dat het programma filmt in het buitenland.
Uiteindelijk wordt de eerste reguliere aflevering op 2 maart 2019 uitgezonden. Ook in deze reguliere afleveringen krijgen de jongens/meidentests vaak een groter aandeel dan eerdere seizoenen, met meer spelduur en soms extra deeltests (Tijdsdruk, Backpacken en Slechte manieren). Als overige rubrieken keren The Battle, Met dynamiet en XXXL (als Is Groter Beter?) terug. Er is ook een nieuw onderdeel, bestaande uit vragen die kijkers insturen en die dan door Checkpoint worden uitgetest.
De bezetting van het testteamlid blijft dit seizoen ongewijzigd.

## Samenstelling van het testteam
- Lieke Augustijn
- Aaron Castrop
- Nur Dabagh
- Jaro Frijn
- Remy Hogenboom
- Gianni Koorndijk
- Nigel Onwuachu
- Sem Peelen
- Shaniqua Devine
- Tim Schouten
- Ava-Luna Stradowski
- Julia Toorop
- Anne van der Vegt

## Afleveringen

### Top 40 → 40 t/m 31
Uitzenddatum: 12 januari 2019
Deze tv-uitzending is de eerste van vier wekelijkse specials waarin de veertig beste tests worden getoond in de tienjarige geschiedenis van Checkpoint.
| #  | Moment                                | Item                                                   |
| -- | ------------------------------------- | ------------------------------------------------------ |
| 31 | Rubriek: Groter is Beter              | Waterraket, Pijltjes Schieten en Sterretjes            |
| 32 | Wipconstructie bovenop auto           | Beat gravity                                           |
| 33 | Kunstmatige inseminatie bij een koe   | Jongens vs Meiden → "Dirty Jobs"                       |
| 34 | Over een auto met caravan snowboarden | Wintersport thuis                                      |
| 35 | Rubriek: In één klap                  | Zonnebrandcrème, Een auto uitdeuken, Je zwembad schoon |
| 36 | Stil een trap vol hindernissen op     | Jongens vs Meiden → Geluid                             |
| 37 | Auto botst met drone                  | Gevaren van een drone                                  |
| 38 | Plassen over schrikdraad              | Wat Als? → Schrikdraad                                 |
| 39 | Tractor inparkeren                    | Jongens vs Meiden → Trekkerrijden                      |
| 40 | Vuurtornado                           | Kampvuur Pimpen                                        |

### Top 40 → 30 t/m 21
Uitzenddatum: 19 januari 2019
Deze tv-uitzending is de tweede van vier wekelijkse specials waarin de veertig beste tests worden getoond in de tienjarige geschiedenis van Checkpoint.
| #  | Moment                                      | Item                                  |
| -- | ------------------------------------------- | ------------------------------------- |
| 21 | Rubriek: Met dynamiet                       | Een boom omzagen, Het dak er af       |
| 22 | Auto ophijsen met secondelijm               | Secondelijm                           |
| 23 | Wc ontstoppen                               | Jongens vs Meiden → In geval van nood |
| 24 | Surfen op een roltrap                       | Surfen zonder golven                  |
| 25 | Rubriek: Auto in een Ravijn                 | Motorkappen en Autobanden             |
| 26 | Hole in the wall                            | Jongens vs Meiden → Scooterrijden     |
| 27 | Alternatieve parkeersensor                  | Piepkip 2.0                           |
| 28 | Rubriek: De Klapper Van De Week             | Benzine, Boot                         |
| 29 | In het raam van een vallende gevel uitkomen | Jongens vs Meiden → Filmstunts        |
| 30 | Plassen onder een auto                      | Stiekem plassen                       |

### Top 40 → 20 t/m 11
Uitzenddatum: 26 januari 2019
Deze tv-uitzending is de derde van vier wekelijkse specials waarin de veertig beste tests worden getoond in de tienjarige geschiedenis van Checkpoint.
| #  | Moment                                       | Item                             |
| -- | -------------------------------------------- | -------------------------------- |
| 11 | Eigen vliegmachine                           | Vliegmachine                     |
| 12 | Rubriek: De Kracht Van Veel                  | Water, Eieren                    |
| 13 | Bukken voor een brug                         | Jongens vs Meiden → Rust bewaren |
| 14 | Winnen met bowlen                            | Altijd winnen met bowlen         |
| 15 | Zelf een vliegtuig landen                    | Zelf een vliegtuig landen        |
| 16 | Omstanders beschermen tegen vuurwerkexplosie | Jongens vs Meiden → Beschermen   |
| 17 | Kaas als autowiel                            | Alternatief reservewiel          |
| 18 | Rubriek: Nuttig vuurwerk                     | Losse tand, Wc ontstoppen        |
| 19 | Tikkertje met freerunners                    | Jongens vs Meiden → Achtervolgen |
| 20 | Achtbaan                                     | Meer met ladders                 |

### Top 40 → 10 t/m 1
Uitzenddatum: 2 februari 2019
Deze tv-uitzending is de laatste van vier wekelijkse specials waarin de veertig beste tests worden getoond in de tienjarige geschiedenis van Checkpoint.
| #  | Moment                                                        | Item                                                                                      |
| -- | ------------------------------------------------------------- | ----------------------------------------------------------------------------------------- |
| 1  | Liggend onder veiligheidscabine beschoten worden met vuurwerk | Vuurwerk 2.0                                                                              |
| 2  | Rubriek: Wanneer waait het weg?                               | Caravan, Auto                                                                             |
| 3  | Ghino de clown                                                | Jongens vs Meiden → Schriktest                                                            |
| 4  | Van een auto een skatepark maken                              | Auto-skatepark                                                                            |
| 5  | Rubriek: De Bom                                               | Bureaulade, Kluis, Fietstas, Glazen Kast, Grasmaaier, Antieke kast, Tuinkist, Konijnenhok |
| 6  | Hut infiltreren                                               | Jongens vs Meiden → Infiltreren                                                           |
| 7  | Tegen muur op klimmen met stofzuiger                          | Spider-Man                                                                                |
| 8  | Rubriek: In één klap                                          | Die kruiwagen schoon, De auto schoon                                                      |
| 9  | Bewegende bokshandschoenen afweren                            | Jongens vs Meiden → 360°                                                                  |
| 10 | Ladder met brandblussers                                      | Kabelbaan 2.0                                                                             |

### CheckpointSpecial 9 februari 2019
Uitzenddatum: 9 februari 2019
Deze special bestond uit één langgerekte jongens/meidentest. Anders dan normaal zou de totaalwinst van dit duel echter niet worden bepaald door de meeste gewonnen deeltests. Slechts de laatste (vijfde) deeltest zou bepalend zijn. Echter zou winst in de overige vier deeltests wel een voordeel opleveren in de slotopdracht. Uitgangspunt van deze jongens/meidentest was om uit te zoeken wie de beste schattenjagers waren.
| Uitdaging                                    | Winnaar    | Notities |
| -------------------------------------------- | ---------- | --- |
| Sleutel van secretaire vinden                | Meiden     | Uit de kettingbibliotheek van Zutphen was een oude bijbel gestolen en de bedoeling was dat de testteamleden die zouden terugvinden. Als eerste stap moest er gezocht worden naar een sleutel om de secretaire te openen waar de bijbel lag. Via een aantal aanwijzingen kwamen de jongens en de meiden uiteindelijk in de kerktoren waar verschillende sleutels hingen. De jongens en de meiden namen allebei een verschillende sleutel mee, maar alleen de sleutel van de meiden opende daadwerkelijk de secretaire. De meiden ontvingen een medaille van presentatrice Rachel die ze nodig hadden voor de laatste deeltest.                                                   |
| Geheime bergplaatsen in secretaire ontdekken | Jongens    | In de inmiddels geopende secretaire zaten verschillende bergplaatsen verstopt. Deze moesten ontdekt en geopend worden. Uiteindelijk zouden de testteamleden dan een kaart vinden met daarop de locatie van de gestolen bijbel. De jongens wonnen deze tweede deeltest in een tijd van 21'14" minuten (tegen 27'25" minuten voor de meiden) en ontvingen daarvoor een medaille. |
| Van boot naar boot springen                  | Jongens    | De in de vorige deeltest ontdekte kaart leidde naar Fort Honswijk. Dus gingen ook de testteamleden daarnaartoe om de bijbel terug te vinden. Om bij het fort te raken moesten de testteamleden de gracht oversteken. Dat deden ze door van roeiboot naar roeiboot te springen totdat ze aan de overkant aankwamen. De meiden deden dit in een tijd van 2'08" minuut, tegen 1'48" minuut voor de jongens. Hiermee wonnen de jongens deze derde deeltest en een medaille. |
| Portret beschrijven en herkennen             | Gelijkspel | In het fort aangekomen hingen er een heleboel portretten van Commandant Captijn, de dief van de bijbel. In een naastgelegen kamer hing een replica van een van die portretten. Bij deze vierde deeltest stond het ene testteamlid in de kamer van de replica en de ander in de kamer met de portretten. De bedoeling was dat het ene testteamlid aan het andere zou omschrijven hoe de replica eruitzag zodat die het juiste portret zou aanwijzen. Dit lukte zowel de jongens als de meiden. Beide partijen ontvingen een medaille waardoor de jongens eindigden met 3 medailles en de meiden met 2.                                                                           |
| De juiste kist vinden                        | Meiden     | In het gevonden portret zat de sleutel van een kist waar de gestolen bijbel in zat opgeborgen. Deze moest nu teruggevonden worden. De testteamleden moesten door het fort heen om op zoek te gaan naar de juiste kist. De juiste kist kon gevonden worden met behulp van de medailles. De lintjes daarvan hadden een bepaalde kleurencombinatie en die correspondeerden met de kleurcombinatie van alle verschillende kisten die door het fort verspreid waren. De bedoeling was om aan de hand daarvan de juiste kist te vinden. Uiteindelijk waren het de meiden die de juiste kist vonden en open kregen. Hiermee werd de totaalwinst bepaald in het voordeel van de meiden. |
| Uiteindelijke winnaar.                       | Meiden     | Getrokken conclusie: de meiden zijn de beste schatjagers |

### CheckpointSpecial 16 februari 2019
Uitzenddatum: 16 februari 2019

#### Jongens vs Meiden → In de bergen
Deze gehele aflevering bestond uit één grote jongens/meidentest. De vraag was wie er beter waren in expedities in de bergen.
| Uitdaging                   | Winnaar  | Notities |
| --------------------------- | -------- | --- |
| Touwbrug oversteken         | Jongens  | Als eerste moesten de jongens en de meiden een touwbrug oversteken. De beiden partijen liepen elkaar tegemoet, waardoor ze elkaar op een zeker punt moesten passeren. De jongens waren uiteindelijk duidelijk als eerste aan de andere kant. |
| Klim- en daalparcours       | Jongens  | Bij de tweede deeltest moesten de testteamleden op handen en voeten een rotsparcours opklimmen om uiteindelijk weer naar beneden te abseilen. Langs de klimroute omhoog was een touw gespannen dat echter niet gebruikt mocht worden om omhoog te komen. Per keer dat het touw aangeraakt werd, werd er één minuut straftijd bijgeteld. De jongens slaagden er beiden in om het parcours te bedwingen zonder het touw aan te raken en stonden in 4'48" minuten weer beneden. De meiden hadden beduidend meer moeite en daarnaast slaagde testteamlid Shaniqua er ook niet in om boven te komen zonder het touw te gebruiken. Doordat ze het touw hierdoor achttien keer aanraakte, werden er achttien minuten aan straftijd bijgeteld. Hun totale tijd kwam op 39'16" minuten. |
| Rots oversteken via richels | Jongens  | De testteamleden moesten een hoge rots oversteken over een serie kleine richels. Ook deze opdracht eindigde in een verpletterende overwinning voor de jongens, die de overkant in 5'18" minuten hadden bereikt. De meiden hadden veel meer moeite met de hoogte en moesten uiteindelijk geholpen worden door een professionele klimmer. Ze bereikten na 32 minuten alsnog de finish, maar moesten de overwinning aan de jongens laten. |
| Abseilen                    | Jongens  | Na drie deeltests in de hoogte ging het er tot slot om weer beneden te komen. Daarvoor daalden de testteamleden af door een grot om uiteindelijk naar beneden toe te abseilen. De jongens stonden in 7'16" minuten allebei beneden, terwijl de meiden 16 minuten nodig hadden. |
| Uiteindelijke winnaar.      | Jongens. | Eindstand: 4-0. Getrokken conclusie: de jongens zijn beter in expedities op grote hoogte |

### CheckpointSpecial 23 februari 2019
Uitzenddatum: 23 februari 2019

#### Jongens vs Meiden → Urban explorer
Deze aflevering stond in het teken van één langgerekte jongens/meidentest. Deze test is in zijn geheel opgenomen in en rond het Fort de la Chartreuse in Luik.
| Uitdaging                     | Winnaar  | Notities |
| ----------------------------- | -------- | --- |
| Geheime urbexlocatie vinden   | Jongens  | In de eerste van vier deeltests moesten de testteamleden met behulp van een gps-systeem op zoek gaan naar de urbexlocatie. Om er uiteindelijk binnen te komen moesten de testteamleden door een geheime tunnel heen. De jongens waren net iets eerder binnen: 8'36" minuten. De meiden volgden kort daarna in 8'59" minuten. |
| Een trap vol obstakels opgaan | Meiden   | Met een 1-0 voorsprong gingen de jongens de tweede deeltest in. Hier stond de voor urban explorers bekende vuistregel leave nothing but footprints centraal. De testteamleden moesten een trap op, maar deze lag bezaaid met allerlei obstakels die niet verplaatst of beschadigd mochten worden. Bovendien waren de trapleuning en een aantal treden afgeplakt met een Checkpoint-lint wat inhield dat de testteamleden daar niet op mochten staan. Uiteindelijk maakten de meiden vier misstappen tijdens het opgaan van de trap, de jongens twaalf. Daarmee wonnen de meiden de tweede deeltest en kwam de tussenstand op 1-1. |
| Deurklink bemachtigen         | Jongens  | De testteamleden waren opgesloten in een kamer waar de klink uit de deur was. Deze klink lag buiten. Met behulp van een tas hulpmiddelen die ze bij zich hadden moest deze naar binnen gehaald wordt. Dat lukte de jongens als eerste, in een tijd van 8'22" minuten. De meiden deden er 12'11" minuten over om buiten te komen. |
| Foto maken                    | Jongens  | In de finale moesten de jongens en de meiden met behulp van de zelfontspanner een foto maken van zichzelf in een raam van het gebouw. Nadat ze de camera op het raam hadden gericht, moesten ze de zelfontspanner activeren en hadden ze vier minuten de tijd om in het juiste raam te gaan staan. De jongens wonnen deze laatste deeltest: in 2'11" minuten stonden ze goed, de meiden hadden 3'10" minuten nodig. Daarmee was de totaalwinst met 3-1 beslecht in het voordeel van de jongens. |
| Uiteindelijke winnaar.        | Jongens. | Eindstand: 3-1. Getrokken conclusie: de jongens zijn de beste urban explorers |

### Aflevering 1
Uitzenddatum: 2 maart 2019

#### Jongens vs Meiden → Tijdsdruk
In deze grote jongens vs meiden-test werd gekeken wie het beste kon presteren onder tijdsdruk.
| Uitdaging                      | Winnaar     | Notities |
| ------------------------------ | ----------- | --- |
| Wekkers stukslaan              | Meiden      | Bij de eerste deeltest waren de jongens en de meiden geblinddoekt. De bedoeling was om met deze blinddoek op zo snel mogelijk dertien wekkers kapot te slaan. De meiden wonnen met een tijd van 3'14" minuten tegen 3'35" minuten voor de jongens. |
| Aankleden in de auto           | Meiden      | De jongens en de meiden hadden haast om op een première te komen. Ze moesten zich omkleden in de auto terwijl een chauffeur ze in twee minuten weg zou brengen. De meiden gingen als eerste en zij hadden alle kleren goed aangetrokken voordat ze aankwamen, de jongens slaagden hier niet in. |
| Vuren aansteken                | Jongens     | Als derde moesten de jongens en de meiden een parcours lopen waarop ze een opeenvolgende serie vuren aanstaken. Dit begon met een lucifer en zou uiteindelijk eindigen met een verjaardagstaart vol kaarsen. De meiden stonden nog een heel eind achter op het moment dat de jongens de taart in vuur en vlam zetten. |
| Tenten redden van rijdend vuur | Jongens     | In de finale stond een rij van vijf kleine tenten centraal. Dit moest een dorp voorstellen dat werd bedreigd door een bosbrand: een karretje waar vuur op brandde. Dit vuur reed door de vijf tenten heen en de testteamleden moesten deze tenten redden door ze nat te maken. Deze laatste deeltest werd gewonnen door de jongens. Zij misten slechts één tent waar de meiden er drie misten. Daarmee eindigde deze J/M-test overall 2-2 gelijk. |
| Uiteindelijke winnaar.         | Gelijkspel. | Eindstand: 2-2. Getrokken conclusie: jongens en meiden zijn even goed onder tijdsdruk |

#### Is Groter Beter? → Vergrootglas
| Product      | Notities |
| ------------ | --- |
| Vergrootglas | Met een normaal vergrootglas hadden de testteamleden drie minuten nodig om vuur te creëren. Gepoogd werd om sneller vuur te maken met een extra groot vergrootglas. Deze bestond uit een grote, doorzichtige kom vol water. Al na 26 seconden was het vuur brandende. |

### Aflevering 2
Uitzenddatum: 9 maart 2019

#### Jongens vs Meiden → Backpacken
In deze langgerekte jongens/meidentest werd gekeken wie de betere backpackers waren.
| Uitdaging                   | Winnaar    | Notities |
| --------------------------- | ---------- | --- |
| Bed veroveren               | Meiden     | De eerste deeltest was een variant op de stoelendans. De testteamleden reden met een riksja om een serie bedden heen en moesten, wanneer de muziek uit ging, zo snel mogelijk op een bed duiken. Degene die uiteindelijk overbleef, zou winnen voor zijn/haar partij. Dit was testteamlid Anne, die de winst opeiste namens de meiden.                                                   |
| Balanceren met zware rugzak | Jongens    | Daarna moesten de testteamleden met een rugzak op een richel balanceren. De rugzak werd steeds verder gevuld met gewicht. Degene die nog met het grootste gewicht blijven staan, zouden winnen. Dit waren de jongens. |
| Hangmatten beklimmen        | Jongens    | Een van de testteamleden moest over een 10 meter hoge brug van hangmatten klauteren. De teamgenoten gooiden een slaapzak en klamboe naar diegene. De bedoeling was om zo snel mogelijk in de laatste hangmat te gaan liggen met deze beide voorwerpen. Met een tijd van 2'35" minuten waren de jongens net iets sneller dan de meiden: 2'50" minuten.                                    |
| Bus halen                   | Meiden     | Tot slot moesten de testteamleden een parcours afleggen waarin ze een aantal korte vakantie-gerelateerde opdrachten moesten uitvoeren. Hier hadden ze echter maar vijf minuten de tijd voor, omdat ze de bus moesten halen. Dat lukte hen beiden, maar de meiden finishten al na 3'35" minuten tegen 4'00" minuten voor de jongens. Hiermee eindigde de totaalscore in een 2-2 ex aequo. |
| Uiteindelijke winnaar.      | Gelijkspel | Eindstand: 2-2. Getrokken conclusie: jongens en meiden zijn even goed als backpackers |

#### Kolenshow
| Onderwerp                            | Notities |
| ------------------------------------ | --- |
| Vuurwerkshow maken van barbecuekolen | Het uitgangspunt van deze korte test was te proberen om vuurwerk te proberen te maken van nog nagloeiende barbecuekolen. Hiervoor werd een metalen stang gebruikt met aan weerszijden twee kolenstarters. Deze beide cilinders werden gevuld met hete kolen en afgesloten met een rooster. Vervolgens ging testteamlid Jaro met deze constructie zwaaien. De vonkenregen die hierbij vrijkwam, vormde een waardig vuurwerk. |

### Aflevering 3
Uitzenddatum: 16 maart 2019

#### Drummen zonder herrie
In dit item werden alternatieven vormen van geluidsisolatie getest om met zo min mogelijk geluidsoverlast te kunnen drummen. Begonnen werd met een controletest. Testteamlid Anne drumde zonder isolatie 79,8 decibel.
| Methode         | Notities |
| --------------- | --- |
| Ballonnen       | Bij de eerste deeltest werd uitgegaan van het principe van dubbel glas; tussen de beide glasplaten zit immers lucht. Daarom werden er een grote hoeveelheid ballonnen met lucht gevuld en aan de muur opgehangen in een poging de geluidsoverlast te beperken. Anne's drumoptreden drong met drie decibel minder door: 76,2 dB. |
| Matrassen       | Vervolgens werd gekeken of matrassen wellicht betere isolatie dienden voor Anne en haar drumstel. Als hoogste geluidsniveau werd 72,1 dB aangetikt. Geconcludeerd werd dat stof beter werkt dan lucht. |
| Natte matrassen | Als ultieme test werden deze matrassen nog natgespoten. Voor Anne was deze test niet bepaald wenselijk, aangezien niet alleen de matrassen nat werden. Het water gutste namelijk ook op haar drumstel. Desondanks was deze methode wel het meest effectief: er drong nog maar 68,2 dB aan geluid door.                          |

#### Beschermen met truien
| Kogelwerend product | Aantal nodig | Notities |
| ------------------- | ------------ | --- |
| Truien              | N/A          | Om te testen hoeveel truien er nodig waren om een kogel tegen te houden werden er 40 lagen trui (20 exemplaren) op een schietschijf geplakt. De methode werkt echter niet; de kogel boorde er moeiteloos doorheen. |

#### Jongens vs Meiden → Betabrein
In deze jongens/meidentest werd uitgezocht wie er beter waren met exacte schoolvakken, de jongens of de meiden.
| Uitdaging              | Winnaar    | Notities |
| ---------------------- | ---------- | --- |
| Wip in balans brengen  | Jongens    | In de eerste deeltest stond een wip centraal. De testteamleden moesten berekenen hoeveel gewicht ze aan het ene uiteinde van de wip moesten hangen zodat de wip in balans zou zijn als ze zelf aan de andere kant zouden hangen. Dit werd echter moeilijker gemaakt doordat het scharnierpunt van de wip niet in het midden zat. Uiteindelijk slaagden de jongens erin om de wip in balans te krijgen, de meiden niet. |
| Puzzel met waterbakken | Meiden     | In de tweede deeltest stond de bekende puzzel centraal waarin geraden moest worden welke uit een serie waterbakken als eerste vol zou zijn. De testteamleden moesten de waterbak van hun keuze voorzien van een stuk natrium, dat effectief zou exploderen zodra de bak vol water was gelopen. Uiteindelijk was de bak van de meiden hun keuze als eerste gevuld.                                                      |
| Pop opvangen           | Gelijkspel | De testteamleden moesten met de auto een afstand van 60 meter afleggen om een pop op te vangen die na 9 seconden zou vallen. Ze kregen twee minuten de tijd om te berekenen hoe hard ze daarvoor moesten rijden. Dit bleek 24 km/h te zijn. Beide testteamleden bleken de som goed te hebben; ze vingen de pop beide op.                                                                                               |
| Uiteindelijke winnaar  | Gelijkspel | Eindstand: 2-2. Getrokken conclusie: de jongens en de meiden zijn allebei even goed in exacte vakken |

#### Mega Mega Mega Megafoon
| Product  | Notities |
| -------- | --- |
| Megafoon | Om te kijken of meerdere megafoons achter elkaar meer geluid konden produceren dan eentje, werd er een test mee gedaan. Eerst stuurde presentatrice Rachel met één megafoon testteamlid Remy op weg en kreeg hij opdrachten mee die hij moest uitvoeren. Toen Remy Rachel niet meer kon horen, werd overgegaan op een constructie die bestond uit een serie megafoons achter elkaar. Het bleek te werken, want Remy hoorde Rachel weer. Met een decibelmeter bleek ook dat de constructie meer geluid voortbracht dan één enkele megafoon: 100,7 dB tegen 83,1 dB. |

### Aflevering 4
Uitzenddatum: 23 maart 2019

#### Gevaren van chloor
In dit item werden de gevaren van chloor onder de loep genomen.
| Gevaar                         | Notities |
| ------------------------------ | --- |
| Chloor innemen met cola        | In de eerste twee deeltests de gevaren getoond na het innemen van chloortabletten. Om te beginnen wat er gebeurt als er vervolgens cola genuttigd wordt. Er werden chloortabletten in een varkensmaag gedaan, deze werd in een testpop gehangen en vervolgens werd er via een geïmproviseerde slokdarm cola bij gedaan. Na een tijdje spoot de cola via deze slokdarm weer naar buiten. Bovendien bleek de binnenkant van de darm erg heet te zijn geworden. |
| Chloor innemen met melk        | De eerste deeltest werd herhaald, maar in plaats van cola werd er melk gebruikt. De gevolgen bleken nog heftiger dan met de cola: de maag explodeerde finaal. |
| Chloor vermengen met brandstof | Tot slot werd er een raket gemaakt. Chloor werd vermengd met brandstof voor de voortstuwing. De brandstof ontbrandde en de raket werd gelanceerd. Hoewel presentatrice Rachel en de testteamleden het 'cool' vonden, riepen ze de kijkers op om dit experiment vooral niet thuis na te doen. |

#### Jongens vs Meiden → Bouwvakkers
In deze jongens/meidentest werd uitgezocht wie de beste bouwvakkers waren, de jongens of de meiden.
| Uitdaging                        | Winnaar | Notities |
| -------------------------------- | ------- | --- |
| Schroeven in billenspleet gooien | Jongens | In de eerste deeltest stond de bouwvakkersdecolleté centraal. Een van de testteamleden stond in een hoogwerker en liet schroeven en moeren naar beneden vallen. De teamgenoot moest deze opvangen in een (neppe) billenspleet. De jongens vingen er duidelijk meer op. |
| Lunchen op grote hoogte          | Meiden  | Centraal object in de tweede deeltest was een grote wipwap. De testteamleden moesten over deze wipwap naar een uiteinde zien te komen om eieren en een koekenpan te kunnen pakken. Vervolgens moest er naar het andere uiteinde gebalanceerd worden waar een gasbrander stond opgesteld. Er moest een ei gebakken worden en er moest een hap van worden genomen. De tijden lagen enorm dicht bij elkaar, maar vielen in het voordeel van de meiden: 10'05" minuten tegen 10'19" minuten. |
| Schoorsteen afbreken             | Meiden  | Uit beide teams stond één testteamlid op een schoorsteen, waar een horizontale lijn op getrokken was. De schoorsteen moest worden afgebroken tot deze lijn. Echter kon dit testteamlid vanuit zijn/haar gezichtspunt niet zien op welke hoogte die lijn was getrokken. Op aanwijzing van de teamgenoot die beneden stond moest de schoorsteen tot aan die lijn worden afgebroken. De meiden deden dit beter, waardoor zij voor deze J/M-test de totaalwinst binnen wisten te slepen.     |
| Uiteindelijke winnaar            | Meiden  | Eindstand: 2-1. Getrokken conclusie: de meiden zijn de beste bouwvakkers |

#### The Battle → Stiften vs Potloden
| Product 1      | Product 2 | Langer in magnetron | Notities |
| -------------- | --------- | ------------------- | --- |
| Markeerstiften | Potloden  | Markeerstiften      | Om te testen welk van de twee producten langer in de magnetron kon voordat ze zouden ontploffen, werd er één magnetron met stiften gevuld en een andere met potloden. Aanvankelijk leken de stiften in het nadeel toen daar al gauw een van ontplofte. Maar eens de potloden vlam vatten waren ze ook razendsnel allemaal verkoold. Daarmee werden de stiften tot winnaar uitgeroepen. |

### Aflevering 5
Uitzenddatum: 30 maart 2019

#### The Battle → Handrem vs Zonder Wielen
| Product 1                  | Product 2                | Rijdt langer door          | Notities |
| -------------------------- | ------------------------ | -------------------------- | --- |
| Auto met handrem er nog op | Auto zonder achterwielen | Auto met handrem er nog op | Presentatrice Rachel en testteamlid Remy reden in een auto waar de handrem nog opstond respectievelijk een waar de achterwielen van misten. De auto van Rachel reed het langste door. |

#### Jongens vs Meiden → Slechte manieren
In deze langgerekte jongens/meidentest werd gekeken wie er de slechtste manieren hadden, de jongens of de meiden.
| Slechte manier                                                                 | Winnaar  | Notities |
| ------------------------------------------------------------------------------ | -------- | --- |
| Met volle mond praten                                                          | Jongens  | De eerste slechte manier die werd getest, was praten met de mond vol. Eén testteamlid van beide partijen had de mond vol spekjes en moest een boodschappenlijst oplezen aan zijn/haar teamgenoot. De ander moest deze boodschappen verstaan en halen. De jongens waren winnaar van de eerste deeltest met zes goede boodschappen tegen vier voor de meiden. |
| Tijdens voetbalwedstrijd vanaf de tribune spugen op de fans van de tegenpartij | Jongens  | De jongens en de meiden kregen een voorraad kauwgom en gingen in een hoogwerker staan. Van daaruit moesten ze in twee minuten tijd zo veel mogelijk stukjes kauwgom in de haren van fans van de tegenpartij uitspugen. Iedere dertig seconden zou de hoogwerker verder omhoog gaan totdat de tijd verstreken was. Op het einde van de rit hadden de jongens zes stuks kauwgom in de haren uitgespuugd tegen twee voor de meiden. |
| Met vuur spelen                                                                | Meiden   | Als uitgangspunt voor deze deeltest werd een kapper genomen die de haren van zijn klanten stileert met vuur. In die geest moesten de jongens en de meiden een aantal kapsels namaken bij een aantal etalagepoppen. De meiden waren overduidelijk beter. |
| Iemand de weg afsnijden                                                        | Jongens  | De laatste deeltest draaide om iemand de weg afsnijden. Om te testen wie daar beter in waren, werd er een auto gebruikt die aan een touw werd voortgesleept. De testteamleden volgden deze combinatie in een andere auto waar een mes aan de voorkant zat gemonteerd. Om een zo goed mogelijke score te zetten, moesten ze het touw zo kort mogelijk afsnijden. De jongens sneden het touw op 3m06 af. Het touw van de meiden was minimaal en leken daarmee winnaar. Echter bleken ze dit touw niet proper te hebben afgesneden, maar met een botsing te hebben afgebroken. Ze werden gediskwalificeerd waardoor de jongens het laatste punt pakten en met 3-1 de totaalwinst in hun voordeel beslechtten. |
| Uiteindelijke winnaar.                                                         | Jongens. | Eindstand: 3-1. Getrokken conclusie: de jongens hebben slechtere manieren |

#### Je skelter opvoeren met dynamiet
| Vraag                                                                | Antwoord | Notities |
| -------------------------------------------------------------------- | -------- | --- |
| Is het mogelijk om met dynamiet een skelter sneller te laten rijden? | Ja       | Om dit uit te testen werd er eerst een nulmeting gedaan door een skelter zonder dynamiet van een schans af te laten rijden. Daarna werden er verschillende dynamietstaven op de grond gelegd op regelmatige afstanden die de testteamleden op afstand konden laten afgaan. De skelter kwam aanzienlijk verder dan bij de nulmeting. |

### Aflevering 6
Uitzenddatum: 6 april 2019

#### Problemen met de snoepautomaat
In de eerste test van deze aflevering werden methoden getest om een zakje chips uit de snoepautomaat te krijgen als deze vast blijft zitten.
| Methode      | Uitkomst   | Notities |
| ------------ | ---------- | --- |
| Autoradio    | Werkt niet | Er kwam een bestelbus met harde luidsprekers de set op gereden. Deze werd op vol volume gezet in een poging het vastzittende chipszakje los te vibreren. Hoewel het geluid sterk genoeg was om dit zakje aan het trillen te krijgen, kwam het uiteindelijk toch niet uit de automaat.            |
| Rolmaat      | Werkt wel  | Presentatrice Rachel stak een rolmaat in het uitgiftevak in een poging het chipszakje eruit te halen. Het lukte haar. |
| Bladblazer   | Werkt wel  | Testteamlid Nigel blies met een bladblazer in het uitgiftevak in een poging het chipszakje uit de automaat te krijgen. Ook dit lukte. |
| Ballonnen    | Werkt niet | Eerst werd er een ballon in het uitgiftevak gestoken. Gehoopt werd dat deze al flubberend het chipszakje los kon duwen. Dit lukte echter niet. Daarna werd nog geprobeerd om met een langgerekte ballon het chipszakje los te krijgen. Het leek haalbaar, maar uiteindelijk lukte het toch niet. |
| Kleine drone | Werkt wel  | Testteamlid Aaron probeerde met een kleine drone het vastzittende chipszakje uit de automaat te krijgen. Dit deed hij door de drone in het uitgiftevak te zetten en simpelweg tegen het chipszakje aan te vliegen. Het zakje kwam gelijk uit de automaat.                                        |
| Trilstamper  | Werkt wel  | Als afsluiter werd er ook nog een poging gedaan met een trilstamper. Door boven op de automaat met dit apparaat los te gaan, zou het chipszakje eruit trillen. Het succes was duidelijk: het chipszakje viel eruit, maar ook nog vele andere versnaperingen kwamen uit de automaat naar buiten.  |

#### Jongens vs Meiden → Autosport
In deze jongens/meidentest werd nagegaan wie het beste waren in autosporten, de jongens of de meiden. Het uitgangspunt van de drie deeltests waren drie verschillende sporten waar een variant van werd gedaan die met een auto werd uitgevoerd.
| Sport                 | Winnaar    | Notities |
| --------------------- | ---------- | --- |
| Curling               | Jongens    | De eerste sport waar een auto-versie van werd gedaan, was curling. In plaats van de traditionele stenen werd er echter gebruik gemaakt van auto's die richting het huis gespeeld moesten worden. Eén testteamlid zat in een auto en botste tegen de auto van zijn teamgenoot aan. Die moest vervolgens, puur op de kinetische energie van deze impact, zo dicht mogelijk bij het huis komen. De jongens wonnen deze opdracht. Zij botsten de auto tot op 1m77 van het huis vandaan, tegen 2m02 voor de meiden.                                                                                             |
| Voetbal               | Gelijkspel | In de tweede deeltest werd er overgegaan op het schieten van penalty's zoals bij voetbal. De testteamleden moesten driftend met de auto penalty's schieten waarvan er zo veel mogelijk in de goal moesten gaan. Ze kregen drie pogingen. De jongens en de meiden scoorden beiden een van de drie penalty's raak. |
| Limbodansen           | Jongens    | Bij de finale van deze jongens/meidentest stond het limbodansen centraal. Beide partijen hadden een auto van 1m70 die daarmee hoger was dan de limbopaal (1m65). De testteamleden kregen vijf minuten de tijd om de auto zodanig in te deuken dat ze nadien onder de limbopaal door konden. Beide auto's konden eronderdoor. Daarna moest de auto nog verder verlaagd worden, ditmaal tot een hoogte van 1 meter. Na nog vijf minuten slopen kwamen de jongens wel onder deze lagere paal door, maar de meiden niet. Met deze overwinning voor de jongens werd ook de totaalwinst in hun voordeel beslist. |
| Uiteindelijke winnaar | Jongens    | Eindstand: 3-1. Getrokken conclusie: de jongens zijn het beste in autosport |

#### Kan het ook met dynamiet → Trampoline springen
| Vraag                                                                | Antwoord | Notities |
| -------------------------------------------------------------------- | -------- | --- |
| Is het mogelijk om met dynamiet hoger op een trampoline te springen? | Nee      | Om deze vraag te beantwoorden werd er eerst een nulmeting gedaan door een paspop vanaf een hoogte op een trampoline te laten vallen. De pop stuiterde twee meter omhoog. Daarna werd deze test herhaald, maar op het moment dat de pop de springmat zou raken, zou er dynamiet afgaan die de pop extra omhoog moest stuwen. Dit werkte echter totaal niet. |

### Aflevering 7
Uitzenddatum: 13 april 2019

#### Met hoeveel aanhangers kun je de weg op?
| Vraag                                        | Antwoord | Notities |
| -------------------------------------------- | -------- | --- |
| Met hoeveel aanhangers kun je nog de weg op? | 1        | Testteamlid Julia reed in een auto waar steeds meer aanhangers achter gehangen werden, net zo lang totdat ze niet meer vooruitkwam. Dit gebeurde toen er zeven aanhangers achter de auto hingen. Hierop werd met zes aanhangers de test vervolgd om na te gaan of er ook mee op de weg gereden kon worden. Dit werd gedaan door Julia met de aanhangers achteruit te laten rijden, het terugrijden uit een doodlopende straat simulerend. De zes aanhangers gingen echter onmiddellijk scharen en het achteruitrijden lukte dan ook niet. Hierop realiserende dat zelfs twee aanhangers achter elkaar al zouden scharen werd geconcludeerd dat één enkele aanhanger al de limiet was om nog veilig mee de weg op te kunnen. |

#### Zonder kleren naar huis
In dit item werden methoden getest om niet naakt naar huis te hoeven als de kleren zijn gestolen.
| Methode        | Notities |
| -------------- | --- |
| Rollen in zand | Testteamlid Gianni rolde zichzelf om in zand en begon 'naar huis te lopen', wat werd gesimuleerd door het op een loopband te laten rennen. Het zand liet te veel los en werd afgeschreven. |
| Scheerschuim   | Simultaan met de eerste deeltest werd ook gelijk de tweede uitgevoerd, waarin Sem zich vol scheerschuim spoot. Het schuim hield zich goed onder het lopen. De moeilijkheidsgraad werd opgevoerd door hem te laten fietsen. Hiervoor moest hij fietsen op een hometrainer. Ook toen hield het schuim stand. Toen er echter een regenbui op werd losgelaten, loste het schuim op en werd ook deze methode afgeschreven. |
| Klimop         | Tot slot omwikkelde Gianni zich met klimop. Hij fietste zowel in droge als in natte omstandigheden. De klimop bleef goed zitten. Ook toen er een stormwind op hem werd losgelaten hield het groen goed stand. Geconcludeerd werd dat klimop het beste was. |

#### Jongens vs Meiden → Backstage
Bij deze editie van Jongens vs Meiden werd gekeken wie er beter achter de schermen waren, de jongens of de meiden.
| Uitdaging                | Winnaar | Notities |
| ------------------------ | ------- | --- |
| Door kabels manoeuvreren | Jongens | Bij de eerste opdracht moesten de jongens en de meiden kisten vol spullen door een spaghetti van kabels dragen zonder deze per ongeluk los te trekken. De jongens wonnen deze test duidelijk: ze deden 45 seconden over dit parcours en trapten één kabel los, terwijl de meiden 54 seconden nodig hadden, drie kabels lostrokken en ook nog een microfoon omstootten. |
| Volgspot bedienen        | Jongens | Vervolgens moesten de jongens en de meiden met een volgspot een freerunner volgen die een demonstratie gaf. Ook dit deden de jongens beter. Hiermee kwam de tussenstand op 2-0 te staan, waarmee de totaalwinst reeds in hun voordeel beslist werd. |
| Special effects          | Jongens | De finale bestond uit een opvoering van Romeo en Julia die de jongens en de meiden als backstage medewerkers van special effects moesten voorzien. Ook hier kwamen de jongens als beste uit de test: zij hadden twee missers tijdens de opvoering, waar de meiden er drie hadden.                                                                                      |
| Uiteindelijke winnaar.   | Jongens | Eindstand: 3-0. Getrokken conclusie: de jongens zijn het beste backstage. |

#### Abseilen met plakband
| Vraag                        | Antwoord | Notities |
| ---------------------------- | -------- | --- |
| Kun je abseilen met plakband | Ja       | Er werd een constructie gebouwd met 70 rollen plakband waaraan testteamlid Gianni naar beneden kon abseilen vanaf een hijskraan. Hij vond het behoorlijk zwaar om beneden te komen, maar het lukte hem uiteindelijk wel. |

### Aflevering 8
Uitzenddatum: 20 april 2019

#### Zelf vuurwerk maken
| Vraag                       | Notities |
| --------------------------- | --- |
| Kun je zelf vuurwerk maken? | Om geïmproviseerd vuurwerk te maken, werd er een lange tros ballonnen gebruikt. De ballonnen waren gevuld met confetti voor het effect en werden dwars door een houten bord met messen heen getrokken om ze te laten knappen. Het resultaat zou niet van echt te onderscheiden vuurwerk moeten zijn. Presentatrice Rachel keek weg van de knappende ballonnen om het geluid beter te kunnen observeren en vond het geluid van de knappende ballonnen overeenkomen met dat van vuurwerk. De testteamleden die de ballonnen door het bord heen trokken, konden zelf echter niet genieten van het spektakel. |

#### Drijven op chipszakken
| Vraag                                   | Antwoord                  | Notities |
| --------------------------------------- | ------------------------- | --- |
| Kun je blijven drijven op zakken chips? | Ja, op minimaal 12 zakken | Testteamlid Sem kon op een constructie zitten die dankzij de lucht in van 20 zakken chips op het water dreef. Daarna sneed testteamlid Julia steeds meer chipszakken door om te kijken hoeveel er minimaal nodig waren. Met nog 11 zakken sloeg Sem om, waarop geconcludeerd was dat 12 zakken het minimum was om op te kunnen blijven drijven. |

#### Zijn blonde mensen echt dommer?
In plaats van een jongens/meidentest werd er in deze aflevering een duel gedaan tussen twee blonde testteamleden (Anne en Tim) en twee brunettes (Shaniqua en Remy). Uitgangspunt was om te kijken of blondines echt dommer waren.
| Uitdaging                        | Winnaar | Notities |
| -------------------------------- | ------- | --- |
| Een walnoot uit een buis krijgen | Blonden | Presentatrice Rachel stopte een walnoot in een verticaal staande buis en gaf aan de testteamleden de simpele opdracht om deze eruit te krijgen. Zowel de blonden als de brunettes kwamen op het idee om de buis te vullen met vloeistof (fles drinken, ijswater en zelfs urine) waardoor de noot door zijn drijfvermogen omhoog gedrukt zou worden. Om hem er vervolgens echt uit te krijgen, werd er een haak aan een kabel gebruikt. De blonden kregen de walnoot er het snelste uit: 6½ minuut tegen 11½ minuut. |
| Een figuur tekenen               | Blonden | Als tweede werd het vooroordeel getest waaruit zou blijken dat blonden geen ruimtelijk inzicht zouden hebben. Dit werd uitgetest door de testteamleden die met een wagentje en een uitrollend stuk lint een bepaalde figuur uit te tekenen. De blonden waren hier als eerste mee klaar. |
| Een boom omzagen                 | Blonden | In de laatste deeltest werd handigheid getest. De testteamleden moesten een boomstam zo omzagen dat hij precies in de opening tussen twee hekjes zou neerkomen. De blonden slaagden hierin, de brunettes niet. |
| Uiteindelijke winnaar.           | Blonden | Eindstand: 3-0. Getrokken conclusie: blondjes zijn niet dommer dan mensen met een andere haarkleur. |

#### Water opzuigen
| Vraag                                     | Antwoord                                                  | Notities |
| ----------------------------------------- | --------------------------------------------------------- | --- |
| Kun je water opzuigen met een stofzuiger? | Niet direct, wel met een koppelstuk die het water afvoert | Toen de testteamleden poogden het water met een stofzuiger op te zuigen, ging het apparaat al gauw kapot. Met een nieuwe stofzuiger kon er echter wel een constructie worden gemaakt die de zuigkracht van het apparaat gebruikte om het water over te hevelen om zo planten te besproeien. Hierbij werd gebruikgemaakt van de wet van de communicerende vaten. |

#### Kan het niet met dynamiet → Popcorn maken
| Vraag                                                       | Antwoord | Notities |
| ----------------------------------------------------------- | -------- | --- |
| Is het mogelijk om met dynamiet snel veel popcorn te maken? | Ja       | Een kruiwagen voor maïskorrels werd de set op gereden. Hier werden verschillende dynamnietstaven in gelegd. Door de steekvlam van de explosie vatten enkele korrels vlam en na een tijdje begonnen ze te poppen. |

### Aflevering 9
Uitzenddatum: 27 april 2019

#### Beter presteren door te gamen
In dit item werd uitgetest of gamen een positieve invloed kan hebben.
| Te verbeteren            | Notities |
| ------------------------ | --- |
| Huiswerk maken           | In de eerste deeltest werd gekeken of huiswerk maken beter zou gaan na gegamed te hebben. Het testteam loste een sudoku op in 14'30" minuten. Vervolgens gingen ze een halfuur gamen en daarna kregen ze opnieuw een sudoku om op te lossen. Dit keer lukte het in 9'11" minuten.            |
| Reactiesnelheid          | Bij de volgende deeltest stonden vijf targets centraal die konden oplichten. Op het moment dat dit zou gebeuren, moest testteamlid Tim ze raken met een paintbalgeweer. Voordat hij ging gamen had hij geen enkele treffer. Na gegamed te hebben had hij echter drie treffers.               |
| Paintbalspel in een auto | Testteamleden Tim en Remy reden in een auto met een paintbalgeweer en moesten elkaar zo vaak mogelijk raken. Remy had echter een week lang in een game geoefend om dit zo goed mogelijk te doen. Ook dit keer wierp het duidelijk zijn vruchten af: Remy raakte Tim veel vaker dan andersom. |

#### Jongens vs Meiden → Schokbestendig
In deze jongens/meidentest werd uitgezocht wie er het meest schokbestendig waren, de jongens of de meiden.
| Uitdaging                          | Winnaar | Notities |
| ---------------------------------- | ------- | --- |
| Serveren tijdens een aardbeving    | Jongens | De jongens en de meiden moesten om beurten bestellingen serveren tijdens een door de tegenpartij gesimuleerde aardbeving. De meiden gingen als eerste en zij serveerden binnen de drie minuten tijdslimiet bijna alle drankjes. De jongens echter serveerden alle drankjes en hadden op dat moment nog anderhalve minuut over. Daarmee wonnen ze deze deeltest met grote overtuiging. |
| Over scheurende aardkorst springen | Jongens | In de tweede deeltest stond een scheurende aardkorst centraal. Dit werd nagebootst door twee zeecontainers die steeds verder uit elkaar schoven. De testteamleden moesten heen en weer over deze steeds groter wordende 'breuklijn' springen om zo veel mogelijk dieren (opblaasexemplaren en knuffels) te redden totdat ze zouden vallen. De meiden wisten zeven van deze dieren te redden, de jongens negen. |
| Ringsteken met slag in het wiel    | Meiden  | Bij de laatste deeltest moesten de jongens en de meiden ringsteken vanaf een brommer. Aan het achterwiel was echter een blok bevestigd waardoor er steeds een heftige slag in het wiel voelbaar was als er gereden zou worden. Degene die de ringen vasthield had een schokband om, zodat deze een stroomschok kreeg als er mis gestoken werd. Hierdoor was het lastig om de ringen te steken. De meiden wisten de laatste deeltest te winnen door alle drie de ringen in 5'11" minuten te steken (tegen 5'21" minuten voor de jongens). Omdat de jongens de vorige twee deeltest echter allebei wonnen, maakte dat voor de totaalwinst geen verschil meer. |
| Uiteindelijke winnaar              | Jongens | Eindstand: 2-1. Getrokken conclusie: de jongens zijn het meest schokbestendig |

#### The Battle → Synthetisch vs Wol
| Product 1            | Product 2       | Brandt sneller       | Notities |
| -------------------- | --------------- | -------------------- | --- |
| Synthetische kleding | Kleding van wol | Synthetische kleding | Wollen en synthetische kledingstukken werden verticaal aan elkaar geknoopt en opgehangen. Vervolgens werden deze beide ketens van onderaf in brand gestoken. Uitgangspunt was welk vuur als eerste boven aankwam. Dit gebeurde bij de keten van synthetische kleding. |

### Aflevering 10
Uitzenddatum: 4 mei 2019

#### Hoe klinkt een blaasinstrument met helium?
| Vraag                                        | Antwoord             | Notities |
| -------------------------------------------- | -------------------- | --- |
| Klinken blaasinstrumenten hoger door helium? | Nee, maar wel valser | De leden van een blaasorkest gaven eerst een snel optreden zonder helium te hebben ingeademd. Daarna deden ze ditzelfde nog een keer opnieuw, maar dan met helium ingeademd. Hun blaasinstrumenten bleken niet zo zeer hoger te klinken. Wel veranderden de tonen van het snelle optreden in een kakofonie van vals getoeter. |

#### The Battle → Plakken vs Lassen
| Product 1     | Product 2           | Sterker       | Notities |
| ------------- | ------------------- | ------------- | --- |
| Lasverbinding | Staaltapeverbinding | Lasverbinding | Bij deze editie van The Battle werden tweemaal twee ijzeren balken aan elkaar bevestigd. Eén paar werd gelast, de ander met staaltape geplakt. Vervolgens werd geprobeerd om de beide constructies met auto's uit elkaar te trekken. Aanvankelijk leken ze het allebei goed te houden, maar toen er in één keer vol gas werd gegeven, bleek de staaltape niet bestand tegen deze ferme ruk. |

#### Kunnen kleren je leven redden?
In dit item werd gekeken hoe men kon overleven op een onbewoond eiland. Het enige wat gebruikt zou worden, waren kledingstukken.
| Onderwerp                     | Notities |
| ----------------------------- | --- |
| Spijkerbroek als reddingsvest | Door de broekspijpen dicht te knopen kon er lucht in de spijkerbroek gevangen worden. Dit bleek voldoende drijfvermogen op te leveren voor de testteamleden om boven water te blijven. |
| Kokosnoten openen             | Als tweede werd geprobeerd om met behulp van een beha en een panty kokosnoten open te slaan. Deze kokosnoten werden in het kledingstuk gelegd en zo stukgeslagen op een steen. De panty was iets sneller dan de beha, maar ging, in tegenstelling tot deze beha, wel kapot. |
| Vuur maken                    | Vervolgens werden er twee vuren gemaakt van kledingstukken. Eén vuur werd gemaakt van schoenen, het andere vuur van andere kledingstukken. Uitgangspunt van deze deeltest was welk van de twee vuren het meeste rookte. Dit werd getest met behulp van een drone die daar automatisch op af zou vliegen. Dit gebeurde bij het vuur dat met schoenen was gemaakt.                                                         |
| Vlot bouwen                   | Met een aantal boomtakken als basis werd een vlot van kleding gemaakt. Dit vlot bleef drijven. |
| Luchtballon bouwen            | Om deze luchtballon te bouwen, werden een heleboel poncho's werden aan elkaar getapet. Vervolgens werd de lucht in deze ballon opgewarmd met behulp van een gasbrander. De ballon kon daardwerkelijk zweven. Opgemerkt werd dat de ballon waarschijnlijk niet sterk genoeg was om de testteamleden zelf naar een ander eiland te vliegen. Echter zou een schip deze wel kunnen opmerken waardoor ze gered konden worden. |

#### Met dynamiet de vaatwasser inruimen
| Vraag                                                            | Antwoord | Notities |
| ---------------------------------------------------------------- | -------- | --- |
| Is het mogelijk om met dynamiet snel de vaatwasser in te ruimen? | Nee      | Borden werden in een melkbus gestopt en met dynamiet in de vaatwasser gericht. Eén bord landde in het apparaat. Vervolgens werd dit experiment herhaald met al het servies dat voorhanden was. Dit keer zonder resultaat. |

#### Wagenziek in de bus
| Vraag                                                                             | Antwoord           | Notities |
| --------------------------------------------------------------------------------- | ------------------ | --- |
| Wat is de beste plek in de bus om zo min mogelijk last te hebben van wagenziekte? | Voorin en achterin | Voor deze korte test werd een traditionele Amerikaanse schoolbus gebruikt. De testteamleden namen plaats op verschillende plaatsen verspreid door de bus. Deze bus ging rondjes rijden over het testterrein van Checkpoint. Onderweg kregen ze de opdracht om op hun mobiel te kijken en een lunchpakket te nuttigen. Twee testteamleden die in het midden van de bus zaten, haakten af tijdens de rit omdat ze te veel last kregen van wagenziekte. Geconcludeerd werd dan ook dat voorin en achterin de beste plaatsen waren om in de bus te zitten. |

### Aflevering 11
Uitzenddatum: 11 mei 2019
Deze aflevering was een compilatie van de tien beste tests van het seizoen. Tevens werd bekendgemaakt wie de meeste jongens/meidentests hadden gewonnen.
| #  | Moment                                   | Item                                          |
| -- | ---------------------------------------- | --------------------------------------------- |
| 1  | Rubriek: Kan het niet met dynamiet?      | Popcorn maken, Skelter opvoeren               |
| 2  | Een walnoot uit een buis krijgen         | Zijn blonde mensen echt dommer?               |
| 3  | Luchtballon bouwen                       | Kunnen kleren je leven redden?                |
| 4  | Penalty's schieten met handrembochten    | Jongens vs Meiden → Autosport                 |
| 5  | Rubriek: The Battle                      | Stiften vs Potloden, Handrem vs Zonder Wielen |
| 6  | Wekkers stukslaan                        | Jongens vs Meiden → Tijdsdruk                 |
| 7  | Zelf vuurwerk maken                      | Zelf vuurwerk maken                           |
| 8  | Rots oversteken via richels              | Jongens vs Meiden → In de bergen              |
| 9  | Paintbalspel in een auto                 | Beter presteren door te gamen                 |
| 10 | Met hoeveel aanhangers kun je de weg op? | Met hoeveel aanhangers kun je de weg op?      |

Voordat over werd gegaan op de bekendmaking van de eerste plaats werd bekendgemaakt dat de jongens dit seizoen de meeste jongens/meidentests hadden gewonnen. Zij hadden zes overwinningen, tegen twee voor de meiden en driemaal gelijkspel.

### Zapp Your Planet-special
Deze speciale aflevering ter gelegenheid van Zapp Your Planet 2019 stond helemaal in het teken van duurzaamheid.

#### Besparen met wassen
| Onderwerp                                                          | Notities |
| ------------------------------------------------------------------ | --- |
| Slechts één apparaat gebruiken om zowel de vaat als de was te doen | De testteamleden wilden proberen om zowel de vaat als de was te doen met slechts één apparaat. Uitgangspunt van deze test was uit te zoeken welk van de twee mogelijke apparaten daar het meest geschikt voor was: de vaatwasser of de wasmachine. De wasmachine leek het er niet goed van te hebben afgebracht; hoewel alles behoorlijk schoon was geworden, was er ook veel vaatwerk kapot. In de vaatwasser echter werd niets schoon. Geconcludeerd werd daarom dat er het beste in onbreekbaar servies zou kunnen worden geïnvesteerd zodat het in de wasmachine kon of dat er in de douche kon worden afgewassen. |

#### Bouw een zelfvoorzienende vijfsterrenhut!
In dit item werd gekeken hoe men een vijfsterrenhotel van een hut kon maken zonder elektriciteit.
| Onderwerp                           | Notities |
| ----------------------------------- | --- |
| Licht door een waterfles            | Als eerste werd een gat in het plafond van de hut geboord. Hier werd vervolgens een waterfles doorheen gehangen. De fles ving het zonlicht op en verspreidde dit door de hut. Dit leverde genoeg licht op om huiswerk te maken. |
| Ledlamp van stroom voorzien         | Wel werd opgemerkt dat die waterfles niet toereikend zou zijn als er geen zon zou zijn. Als alternatief werd er daarom een ledlamp in de hut gehaald. Om deze van stroom te voorzien werd er een gewicht over een boomtak geworpen. Doordat dit gewicht langzaam naar beneden zou zakken, werd er een dynamo aangedreven. Deze liet de ledlamp branden. |
| Hot tub milieuvriendelijk verwarmen | Tot slot wilden de testteamleden het water van een hot tub verwarmen. Ze wilden er echter geen vuur voor gebruiken, aangezien de onvolledige verbranding CO2 zou uitstoten. Als alternatief bouwden ze van een groot tv-scherm een vergrootglas. Dankzij de zon konden ze daarmee het water van de hot tub verwarmen.                                   |

#### Jongens vs Meiden → Zonder stroom
Bij deze editie van Jongens vs Meiden werd gekeken wie er beter zonder stroom waren, de jongens of de meiden.
| Uitdaging                         | Winnaar    | Notities |
| --------------------------------- | ---------- | --- |
| Vuur brandend houden              | Gelijkspel | Bij de eerste deeltest stond een lucifer centraal waarvan het vuur zo lang mogelijk brandend gehouden moest worden. Daarvoor kregen de jongens en de meiden testteamleden verschillende attributen aangereikt waarmee ze vuur konden maken. Na het verstrijken van de tijdslimiet hadden zowel de jongens als de meiden het vuur nog brandende. |
| Waterrad bouwen                   | Jongens    | Als tweede moesten de jongens en de meiden een waterrad bouwen. Deze moesten ze in het water plaatsen zodat de stroom die dit zou opwekken een gasballon zou laten knappen. Bij de jongens knapte de ballon als eerste. |
| Stroom opwekken voor een lasergun | Jongens    | In de finale zouden de testteamleden gaan lasergamen. Om de gun te gebruiken was echter stroom nodig, die uiteraard niet voorhanden was. Om die te genereren moest van beide teams één testteamlid op een hometrainer 50 km/h fietsen. Met de stroom die daarmee opgewekt zou worden, moest de teamgenoot met de gun een serie ballonnen kapot schieten. Beide partijen kregen alle ballonnen kapot, maar de jongens deden dit in 3'55" minuten, tegen 5'10" minuten voor de meiden. |
| Uiteindelijke winnaar.            | Jongens    | Eindstand: 3-1. Getrokken conclusie: de jongens zijn het beste zonder stroom |

#### Zeilen met een auto
| Vraag                                                   | Antwoord | Notities |
| ------------------------------------------------------- | -------- | --- |
| Is het mogelijk om goedkoop een duurzame auto te maken? | Ja       | Voor deze test was er een groot zeil op het dak van een auto gemonteerd. Geprobeerd werd om met deze auto op windkracht te rijden. Er stond echter niet genoeg wind om vooruit te komen. Daarom werd de test op een andere draaidag herhaald waarop er meer wind was. Toen kwam de auto wel vooruit. |

## Kijkcijfers zaterdagafleveringen
| Datum            | Aantal kijkers | Marktaandeel |
| ---------------- | -------------- | ------------ |
| 12 januari 2019  | 73.000         | 9,7%         |
| 19 januari 2019  | 56.000         | 7,8%         |
| 26 januari 2019  | 58.000         | 8,5%         |
| 2 februari 2019  | 60.000         | 7,8%         |
| 9 februari 2019  | 37.000         | 5,5%         |
| 16 februari 2019 | 50.000         | 7,8%         |
| 23 februari 2019 | 64.000         | 10,0%        |
| 2 maart 2019     | 57.000         | 8,5%         |
| 9 maart 2019     | 44.000         | 6,8%         |
| 16 maart 2019    | 53.000         | 8,6%         |
| 23 maart 2019    | 21.000         | 2,8%         |
| 30 maart 2019    | 17.000         | 2,4%         |
| 6 april 2019     | 33.000         | 4,4%         |
| 13 april 2019    | 34.000         | 4,7%         |
| 20 april 2019    | 22.000         | 4,1%         |
| 27 april 2019    | 58.000         | 6,2%         |
| 4 mei 2019       | 25.000         | 4,0%         |
| 11 mei 2019      | 18.000         | 3,1%         |
| 18 mei 2019      | 45.000         | 6,3%         |